# Pierre-Charles Desmanet de Biesme
Pierre Charles Joseph Desmanet de Biesme (Namen, 27 januari 1793 - Brussel, 28 maart 1865) was lid van het Belgisch Nationaal Congres, volksvertegenwoordiger en senator.

## Levensloop
De familie Desmanet stamde af van zeventiende-eeuwse ijzergieters, met Martin Desmanet, die in 1660 in de adelstand werd verheven. In 1816 verkreeg Charles Desmanet de Biesme (1758-1837) adelserkenning met in 1824 bijvoeglijk de titel van burggraaf. Uit zijn huwelijk met Marie-Thérèse de Zualart sproten elf kinderen voort, onder wie de hier behandelde Pierre-Charles, die in 1823 trouwde met Eugénie van der Meere de Cruyshautem (1795-1871) en met wie hij vier kinderen had.
Hij was onder het Franse Keizerrijk ingedeeld in een keizerlijke erewacht. In 1815, ten tijde van het Verenigd Koninkrijk der Nederlanden, werd hij kamerheer van koning Willem I. In 1820 werd hij lid van de Provinciale Staten van de provincie Namen.
De kiezers stuurden hem in 1830 naar het Nationaal Congres. Hij stemde voor de onafhankelijkheidsverklaring en voor de eeuwigdurende uitsluiting van de Nassaus. Desmanet, die gecatalogeerd werd als liberaal, stemde voor de hertog van Nemours als koning en voor Surlet de Chokier als regent. In juni stemde hij voor Leopold van Saksen-Coburg en in juli aanvaardde hij het Verdrag der XVIII artikelen.
Van 1831 was hij volksvertegenwoordiger voor het arrondissement Namen en van 1839 tot 1859 was hij senator, voor ditzelfde arrondissement. Men catalogeerde hem soms bij de liberalen, soms bij de katholieken..
Desmanet was voorzitter van de Provinciale Landbouwcommissie van Namen. Verder was hij:
- concessionaris van de koolmijnen van Bray, Maurage en Boussoit;
- eigenaar van de marmergroeven van Bossière;
- bestuurder van de 'Société des Actions réunies' (1836).

## Incident
In 1842 werd Desmanet onverwacht verwikkeld in de nasleep van de laatste orangistische verzetsactie, het 'Complot des paniers percés'. Deze was geëindigd met de arrestatie van enkele van de verzetslieden, onder hen generaal Jacques Van der Smissen (1788-1856). Op 7 november was hij uit de gevangenis ontsnapt, terwijl generaal Auguste van der Meere de Cruyshautem (1797-1880) die huisarrest had, ook was verdwenen. Er liep blijkbaar een gerucht dat Van der Meere, die de schoonbroer was van Desmanet, bij hem zou gaan schuilen zijn op zijn kasteel in Golzinne en dat misschien Van der Smissen zich daar ook bevond. 
Het gevolg was dat een uitgebreide politiemacht zich naar daar begaf en een huiszoeking deed. Desmanet, die geen enkele band meer had met zijn spilzieke en wispelturige schoonbroer, protesteerde hevig en de minister van Justitie Guillaume Van Volxem moest in alle toonaarden verklaren dat hij er niets mee te maken had, dat hier geen politieke achtergrond moest worden gezocht en dat de inval een ongelukkig initiatief was van een lokale politieman.